# 이반 곤차로프
이반 알렉산드로비치 곤차로프(러시아어: Ива́н Алекса́ндрович Гончаро́в, 1812년 6월 18일 ~ 1891년 9월 27일)는 러시아의 소설가이다.
심비르스크(현재의 울리야놉스크)에서 출생했으며, 부친은 부유한 상인이었다. 1831년 모스크바 대학교 문학부에 입학했으며, 졸업 후에는 정부관리가 되었다. 약 10년간의 습작기를 거쳐서 3부작의 제1작 《평범한 이야기》 (Обыкновенная история, 1844년)를 발표했는데 지주 귀족의 부패한 세계관이 신흥 부르주아지의 발랄한 세계관에 패배하는 모습을 그리고 있다.
그 후 일생의 최대 걸작 《오블로모프》를 써나가면서 그동안 프차친 제독을 따라 일본과의 통상을 목적으로 한 원양 항해에 참가, 여행기 《프리키트함 팔라다》를 저술했다. 귀국 후 한때 검열관이 되었으나 건강이 나빠 1860년 사직했다. 1869년 《절벽》(Обрыв)을 발표했으나 성공하지 못하고 그 후는 창작을 그만두었다. 그는 3편의 소설을 남겼는데 이들은 동일한 주제의 변형으로 이 주제를 정성들인 리얼리즘으로 집요하게 물고 늘어진 데에 그의 가치가 있다.